# 高槻市立阿武野中学校
高槻市立阿武野中学校（たかつきしりつ あぶのちゅうがっこう）は、大阪府高槻市氷室町五丁目にある公立中学校。

## 概要
高槻市の最西寄りに位置し、校区の一部は茨木市と隣接している。校区は南北に長く（約8kmに渡る）、北は関西大学総合情報学部付近から、南は国道171号線までと南北に広がっている。その中部を名神高速道路が横切っている。北部には萩谷地区があり、昔ながらの山村の様子を残している。校区やその周りには遺跡や古墳が多く、地質観測所や摂津峡等の名所も存在する。
阿武野中学校は、高槻市で12番目に出来た中学校である。自転車通学は禁止で徒歩通学が原則だが、校区北部にあたる萩谷・月見台・霊仙寺地区は、中学校から約3キロメートルと距離があり、坂道でもあるためバス通学が認められている。

## 沿革
- 1974年 - 創立。高槻市立第二中学校から分離。生徒数534名（14学級）
- 1989年 - 阿武山中学校と分離。生徒数771名（18学級）
- 1998年 - 高槻市教育センター研修委託『心の教育』
- 1999年 - 高槻市教育委員会研究委託『総合的な学習』
- 2005年 - 文部科学省研究委託『法教育』
- 2007年 - 二学期制（前期・後期）実施
- 2008年 - 高槻市教育センター調査研究委託学校教育推進モデル校『情報教育・情報モラル』

## 通学区域
阿武野中学校への通学区域は、 阿武野小学校と 南平台小学校校区。
- 大畑町24-27番、岡本町、土室町、氷室町2-4丁目、宮田町1-2丁目
- 字奈佐原、大字萩谷、奈佐原1丁目5-9番、 奈佐原3丁目、 奈佐原元町、南平台1-5丁目、萩谷月見台、氷室町5-6丁目、霊仙寺町1-2丁目

## 著名な卒業生
- 八十祐治 - サッカー選手、弁護士
- 杉山弘一 - サッカー選手
- 笑福亭喬若 - 落語家
- 愛敬尚史 - プロ野球選手
- 時枝里好 - ミュージカル女優
- 平野タカシ - カメラマン
- 林浩司 - 作曲家、音楽プロデューサー